# The Good Shepherd (Grimm)
The Good Shepherd es el quinto episodio de la segunda temporada de la serie de televisión estadounidense de drama/policíaco/sobrenatural/Fantasía oscura; Grimm. El guion principal del episodio fue escrito por Dan E. Fesman, y la dirección general estuvo a cargo de Steven DePaul. 
El episodio se transmitió originalmente el 28 de septiembre del año 2012 por la cadena de televisión NBC. Mientras que en América Latina el episodio se estrenó el 29 de octubre del mismo año por el canal Universal Channel.
En este episodio Nick realiza la investigación de un misterioso robo en una iglesia integrada por wesen parecidos a ovejas, los cuales son dirigidos por un Blutbad quien alega haberse reformado de su vida salvaje. Sin embargo cuando Nick sospecha de la sinceridad del pastor de la iglesia, este decide confiar en Monroe para que se infiltre en la iglesia y así ayudar en la resolución del caso.  

## Argumento
Nick se ve en una bar con Bud para discutir el pequeño incidente con Juliette, luego de que esta última volviera a escuchar la palabra Grimm desde su misteriosa amnesia. Mientras los dos discuten, no notan que están siendo observados por el Nuckelavee, quien ha estado siguiendo a Nick desde su llegada a Portland hace unas semanas atrás.
En otra parte, un contador es atacado y asesinado por una especie de figura encapuchada con aterradores ojos rojos. Al día siguiente, el pastor Lance Calvin llega a la comisaría para reportar que la iglesia que rige ha sido robada y comenta que el principal sospechoso es Norman Brewster, un contador que era miembro de la congregación de la iglesia. Para cuando Nick y Hank buscan a Norman en su trabajo, los detectives no tardan en encontrar el cadáver del sospechoso en una máquina trituradora de madera.      
Debido a lo sospechosa que resulta la muerte de quien fuera el culpable, Nick y Hank deducen que Norman fue tan solo una víctima más en el robo que supuestamente cometió, y poco después los detectives se dirigen a la iglesia del pastor Calvin, lugar donde se ven obligados a interrumpir una predicación para informar sobre el deceso de Norman. La noticia pone emocional a todos los presentes, provocando que el pastor Calvin muestre su forma como un Blutbad y el resto de los presentes en Seelegunter, una especie de wesen con apariencia de ovejas. Con Calvin consiente de la identidad de Nick, este le explica que no podría ser responsable del crimen debido a que estaba ocupado en la iglesia organizando su siguiente predicación. 
A pesar de las palabras de Calvin, Nick y Hank deciden reclutar la ayuda de Monroe, para ayudarlos a comprobar si Calvin realmente es un Blutbad reformado. Aunque Monroe consigue infiltrarse en la comunidad a pesar de su condición como Blutbad, este no encuentra evidencia que pruebe que Calvin estaba mintiendo. Sin embargo este termina descubriendo sorprendido que el pastor Blutbad y su asistente Megan Marston tienen una relación amorosa.
Nick y Hank continúan la investigación del pastor Calvin y terminan descubriendo que este fue pastor de una iglesia que sufrió de un inesperado robo que la dejó en la quiebra, y que el responsable aparentemente también fue el contador de la iglesia, Frank Arnestos, quien estaba casado con Megan Marston, la asistente y amante de Calvin. Al descubrir el dato, Nick y Hank interrogan a sobre la muerte de su esposo, pero no consiguen nada por parte de la Seelengut, quien pasa a tratar a Nick de forma diferente, tras descubrir al detective como un Grimm. Poco después Megan se reúne con Calvin para informarle que la policía la interrogo y que los dos deberían fugarse con el dinero lo más rápido posible antes de ser atrapados por la policía, pero el Blutbad tiene planeado culpar de todo a Monroe para poder salir ileso de su nuevo robo.    
Esa misma noche el Nuckelavee se infiltra en la casa de Nick para buscar la llave de la tía Marie, pero al no encontrarla y ante la repentina llegada de Juliette al lugar, el Wesen se marcha. Más tarde cuando Nick sale del lugar tras haber estudiado a los Seeleguter, este recibe un ataque de parte del Nuckelavee, pero tras una violenta batalla, el Grimm se las arregla para derrotar al wesen. Cuando Nick analiza el cuerpo, este se da cuenta de que fue enviado para conseguir la llave.
Al día siguiente en una venta de pasteles organizada por la iglesia de Seelenguter, Megan descubre furioso que una de sus compañeras quedó embarazada del pastor Calvin, por lo que para vengarse Megan confiesa todos los crímenes de Calvin y guía a sus compañeros hasta la oficina de su pastor, justo en el momento exacto en el que Calvin se encontraba a punto de pelear con Monroe para incriminarlo de sus crimines. Los Seelenguter descubren la laptop del fallecido Norman entre las pertenencias de Calvin y tras una confesión a gritos del mismo, todos los wesen matan a golpes a su pastor. Para la mala suerte de Monroe, todos creen que este fue el cómplice de Calvin y lo persiguen hasta que son detenidos por intervención de Nick.
Con Calvin revelado como el ladrón, Megan y su compañera embarazada, deciden huir al Caribe para pasar un tiempo relajante y gastar el dinero robado de sus compañeros.

## Elenco

### Principal
- David Giuntoli como Nick Burkhardt.
- Russell Hornsby como Hank Griffin.
- Bitsie Tulloch como Juliette Silverton.
- Silas Weir Mitchell como Monroe.
- Sasha Roiz como el capitán Renard.
- Reggie Lee como el sargento Wu.

### Secundario
- Jonathan Scarfe como Lance Calvin.
- Kristina Anapau como Megan Marston.
- Danny Bruno como Bud.
- Jeanine Jackson como Paula.
- Christian Lagadec como el espía de Renard.
- Robert Alan Barnett como Matthew.

## Producción
La frase tradicional al comienzo del episodio es parte de un pequeño cuento alemán conocido como "El lobo vestido de Cordero".  
El episodio originalmente fue programado para estrenarse el 14 de septiembre de 2012, pero su estreno fue cambiado hasta el 28 de septiembre del mismo año.

### Actuación
Bree Turner, quien interpreta a Rosalee Calvert, no aparece en este episodio y no fue acreditada. 

### Guion
En un reportaje de TvGuide.com, Silas Wier Mithcell dio pequeños detalles de su participación en el episodio y su nueva dinámica con el personaje de David Giuntoli: "En esta temporada Monroe esta cada vez más involucrado como un participante activo en lugar de estar al margen y ser solo la Grimmopedia personal."

### Continuidad
- Monroe explica que el término Kersheite, es empleado para referirse a los humanos normales que desconocen la existencia de los Grimm y Wesen.
- Bud se disculpa con Nick por haberle mencionado a Juliette accidentalmente la palabra "Grimm".
- El Nuckelavee fracasa en su intento por conseguir la llave de la tía Marie (Quill).

## Recepción

### Audiencia
En el día de su transmisión original en los Estados Unidos por la NBC, el episodio fue visto por un total de 5.320.000 de telespectadores. No obstante el total de personas que vieron el episodio fue de 8.240.000 personas.

### Crítica
El episodio ha recibido críticas mixtas entre los críticos y los fanáticos de la serie:
Emily Rome de Entertainment Weekly, com grandes observaciones en los temas tratados en el episodio: "Hay que saber que Grimm tiene una o dos cosas que enseñarnos sobre mentalidad de rebaño, como es que compañeros hablan sobre ser religiosos cuando no lo son y cuantas ventas de pasteles necesitas para reemplazar fondos perdidos.".
Kevin McFarland de AV Club le dio a episodio una C- en una categoría de la A a la F argumentando: "De todos los casos presentados en la semana, inusualmente estuve menos interesado en este. Tal vez porque el mundo de Grimm no coincide bien con la religión, y el reverendo Blutbad no muestra más que pocas actitudes cristianas ¿La iglesia era de una denominación especifica? La evidente carencia de especificidad hiere el caso, y lo convierte en una rutina si tensión y misterio".